# بورس تحصیلی

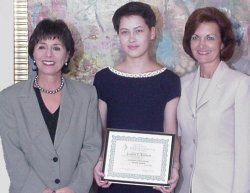
مراسم اهدای بورس تحصیلی کالج

راتبه یا بورس تحصیلی (به فرانسوی: Bourse d'étude) کمک هزینه‌ای است که دانشگاه‌ها و مراکز علمی یا موسسات خیریه به دانشجویان مستعد اعطا می‌کنند.
به دریافت‌کنندهٔ بورس تحصیلی راتبه‌گیر بورسیه می‌گویند (البته گاه به اشتباه به خود بورس تحصیلی نیز بورسیه گفته می‌شود).
این بورس‌ها معمولاً برای دوره‌های تحصیلات تکمیلی (کارشناسی ارشد و دکترا) در نظر گرفته می‌شود.
امروزه یکی از راه‌های تأمین نیروی انسانی در کشورهای توسعه یافته (که معمولاً با کاهش جمعیت روبرو هستند یا نیاز زیادی به نیروی انسانی متخصص دارند) اعطای بورس تحصیلی است. یکی از مهم‌ترین این بورس‌ها، بورس تحصیلی اراسموس ماندوس است.

## پی‌نوشت و منبع
1. ↑  «راتبه» [عمومی] هم‌ارزِ «بورس» (به فرانسوی: bourse) مترادفِ: مصوب دیگر هم‌ارزِ واژهٔ بیگانه‌ای دیگر (به انگلیسی: bursary award, scholarship)؛ منبع: گروه واژه‌گزینی. دفتر اول. فرهنگ واژه‌های مصوب فرهنگستان. تهران: انتشارات فرهنگستان زبان و ادب فارسی. شابک ۹۶۴-۷۵۳۱-۳۱-۱ (ذیل سرواژهٔ راتبه)
2. ↑  «Scholarships.com. "Loans Vs Grants Vs Scholarships - Scholarships.com". www.scholarships.com. Retrieved 2017-05-19». بایگانی‌شده از اصلی در ۷ فوریه ۲۰۱۸. دریافت‌شده در ۲۹ دسامبر ۲۰۲۰.
3. ↑  «راتبه‌گیر» [عمومی] هم‌ارزِ «بورسیه» (به فرانسوی: boursier (fr.)) مترادفِ: مصوب دیگر هم‌ارزِ واژهٔ بیگانه‌ای دیگر (به انگلیسی: bursar)؛ منبع: گروه واژه‌گزینی. دفتر اول. فرهنگ واژه‌های مصوب فرهنگستان. تهران: انتشارات فرهنگستان زبان و ادب فارسی. شابک ۹۶۴-۷۵۳۱-۳۱-۱ (ذیل سرواژهٔ راتبه‌گیر)